# Gaură neagră BTZ
Gaura neagră BTZ, numită după Máximo Bañados, Claudio Teitelboim⁠(d) și Jorge Zanelli, este o soluție a găurii negre pentru gravitația topologică (2+1)-dimensională cu o constantă cosmologică negativă.

## Istoric
În 1992, Bañados, Teitelboim și Zanelli au descoperit soluția găurii negre BTZ (Bañados, Teitelboim & Zanelli 1992). Această descoperire a fost surprinzătoare deoarece, atunci când constanta cosmologică este zero, o soluție vidă a gravitației (2+1)-dimensionale este neapărat plată (tensorul Weyl este nul în trei dimensiuni, iar tensorul Ricci este nul datorită ecuațiilor de câmp ale lui Einstein, astfel încât tensorul Riemann dispare complet). De asemenea, se poate demonstra că nu există soluții de gaură neagră cu orizonturi de evenimente. Însă, datorită constantei cosmologice negative din gaura neagră BTZ, aceasta poate avea proprietăți remarcabil de similare cu soluțiile găurilor negre Schwarzschild și Kerr din dimensiunile (3+1), care modelează găurile negre din lumea reală.

## Proprietăți
Asemănările cu găurile negre obișnuite din dimensiunile 3+1:
- Admite o teoremă fără păr, caracterizând complet soluția prin masa ADM, momentul unghiular și sarcină.
- Are aceleași proprietăți termodinamice ca soluțiile tradiționale ale găurilor negre, cum ar fi găurile negre Schwarzschild sau Kerr. De exemplu, entropia sa este descrisă de o lege similară limitei Bekenstein din (3+1) dimensiuni, înlocuind suprafața cu circumferința găurii negre BTZ.
- Precum gaura neagră Kerr rotativă, o gaură neagră BTZ rotativă conține un orizont interior și exterior, analog unei ergosfere. (Ergosfera este o regiune din jurul unei găuri negre rotative unde forțele gravitaționale sunt atât de puternice încât particulele sunt forțate să se rotească în jurul găurii negre.)

Deoarece gravitația (2+1)-dimensională nu are o limită newtoniană, ne-am putea întreba dacă gaura neagră BTZ reprezintă stadiul final al unui colaps gravitațional. Cu toate acestea, s-a demonstrat că această gaură neagră poate apărea din materia în colaps iar tensorul energie-impuls al lui BTZ poate fi calculat la fel ca în cazul găurilor negre din (3+1) dimensiuni. (Carlip 1995) secțiunea 3 Găuri Negre și Colaps Gravitațional.
Soluția BTZ este adesea discutată în contextul gravitației cuantice (2+1)-dimensionale.

## Cazul fără încărcare
Metrica în absența încărcării este:
{\displaystyle ds^{2}=-{\frac {(r^{2}-r_{+}^{2})(r^{2}-r_{-}^{2})}{l^{2}r^{2}}}dt^{2}+{\frac {l^{2}r^{2}dr^{2}}{(r^{2}-r_{+}^{2})(r^{2}-r_{-}^{2})}}+r^{2}\left(d\phi -{\frac {r_{+}r_{-}}{lr^{2}}}dt\right)^{2}}
unde {\displaystyle r_{+},~r_{-}} reprezintă razele orizonturilor găurii negre, iar {\displaystyle l} este raza spațiului AdS3. Masa și momentul unghiular al găurii negre sunt date de:
{\displaystyle M={\frac {r_{+}^{2}+r_{-}^{2}}{l^{2}}},~~~~~J={\frac {2r_{+}r_{-}}{l}}}
Găurile negre BTZ fără sarcină electrică sunt local izometrice cu spațiul anti-de Sitter. Mai precis, corespund unuia dintre spațiile⁠(d) obținute prin identificarea unor puncte din spațiul universal de acoperire al lui AdS3.
O gaură neagră BTZ rotativă admite curbe temporale închise.